# Ліски (Коцюбинці)
Ліски (до 1939 — Лужки) — колишнє село, що належало до с. Коцюбинці.

## Розташування
Було розташоване за 3 км на південний схід від села Коцюбинці на вододілі річок Збруч та Нічлава (ліві притоки Дністра); тому на західній околиці — витік однієї з лівих приток р. Нічлава, а на сході — початок одного з витоків р. Суходіл (ліва притока Збруча) — р. Слобідка.

## Топоніміка
Назва походить, імовірно, від слова «лісок».

## Історія
До 1939 року — хутір Копичинецького повіту Тернопільського воєводства.
Від осені 1941 року до 1943 року тут було ґетто, куди нацисти звозили євреїв із Гусятина та Копичинців і прилеглих сіл. На місці розстрілів євреїв, громадянин Ізраїлю Ілля Ваґнер, якому дивом вдалося врятуватися тут під час розстрілу, у 1993 році встановив меморіальну плиту.
Наприкінці 1950-х рр. Ліскам надано статус села. 25 лютого 1986 року зняте з обліку населених пунктів у зв'язку з переселенням жителів у с. Коцюбинці. 2011 року останні мешканці поселення — сім'ї Івана Гуцулюка та Івана Любого переселилися відповідно у навколишні села Коцюбинці та Суходіл.

## Населення
У березні 1949 році на хуторі — 31 двір, проживало 147 осіб, працювала школа; у лютому 1952 році — 22 двори, 92 особи.